# Abraham Olano
Abraham Olano Manzano (Anoeta, 22 januari 1970) is een voormalig Spaans wielrenner.

## Carrière
Olano (en José María Jiménez) werd(en) gezien als de opvolger van Miguel Indurain doch de Ronde van Frankrijk kon hij nooit winnen. Wel won hij de Ronde van Spanje (1998) en werd zowel wereldkampioen op de weg (1995) als tegen de klok (1998). Als tijdrijder was Olano wereldtop, maar vooral als klimmer in het hooggebergte kwam hij tekort.

## Belangrijkste overwinningen
1991
- Eindklassement Ronde van Wallonië

1992
- Prueba Villafranca de Ordizia

1994
- Eindklassement Clásica Alcobendas
- Nationaal kampioenschap (weg)
- Nationaal kampioenschap (tijdrijden)
- Eindklassement Ronde van Asturië

1995
- Subida al Naranco
- Wereldkampioen (weg)
- proloog Ronde van Spanje
- 7e etappe Ronde van Spanje
- 20e etappe Ronde van Spanje

1996
- Boucles de l'Aulne
- Proloog Ronde van Romandië
- 5e etappe deel b Ronde van Romandë
- Eindklassement Ronde van Romandië

1997
- 1e etappe Ronde van Asturië
- 4e etappe deel b Euskal Bizikleta
- Eindklassement Euskal Bizikleta
- 6e etappe Dauphiné Libéré
- 4e etappe Ronde van Burgos
- 20e etappe Ronde van Frankrijk

1998
- Eindklassement Ronde van Rioja
- 4e etappe deel b Euskal Bizikleta
- Eindklassement Euskal Bizikleta
- 2e etappe Ronde van Galicië
- 1e etappe Ronde van Burgos
- Eindklassement Ronde van Burgos
- 9e etappe Ronde van Spanje
- Eindklassement Ronde van Spanje
- Wereldkampioen (tijdrijden)

1999
- 2e etappe deel b Ronde van Asturië
- 4e etappe deel b Euskal Bizikleta
- 1e etappe Ronde van Burgos
- Eindklassement Ronde van Burgos
- 7e etappe Ronde van Spanje

2000
- 5e etappe deel 5 Ronde van Valencia
- Eindklassement Ronde van Valencia
- 5e etappe Tirreno-Adriatico
- Eindklassement Tirreno-Adriatico
- Eindklassement Internationaal Wegcriterium
- 9e etappe Ronde van Spanje

2001
- Eindklassement Clasica Alcobendas

2002
- 4e etappe Ronde van Frankrijk (ploegentijdrit)

## Resultaten in voornaamste wedstrijden
| Jaar | Ronde van Italië | Ronde van Frankrijk | Ronde van Spanje |
| ---- | ---------------- | ------------------- | ---------------- |
| 1992 |                  |                     |                  |
| 1993 |                  | opgave              |                  |
| 1994 |                  | 30e                 | 20e              |
| 1995 |                  |                     | ↑ (3)            |
| 1996 | ↑                | 9e                  |                  |
| 1997 |                  | 4e (1)              | opgave           |
| 1998 |                  | opgave              | ↑ (1)            |
| 1999 |                  | 6e                  | opgave (1)       |
| 2000 |                  | 34e                 | 19e (1)          |
| 2001 | ↑                |                     |                  |
| 2002 |                  | 78e                 |                  |

| Jaar | Milaan-San Remo | Amstel Gold Race | Luik-Bast.‑Luik | Ronde van Lombardije | Clásica San Sebastián | Waalse Pijl | Cyclassics Hamburg |  | WK op de weg |
| ---- | --------------- | ---------------- | --------------- | -------------------- | --------------------- | ----------- | ------------------ |  | ------------ |
| 1992 |                 |                  |                 |                      | 50e                   |             |                    |  |              |
| 1993 | 106e            |                  | 81e             |                      |                       |             |                    |  |              |
| 1994 |                 |                  |                 |                      | 26e                   |             |                    |  |              |
| 1995 | 38e             |                  |                 | 16e                  | 28e                   |             |                    |  | ↑            |
| 1996 | 22e             |                  | 12e             |                      | 11e                   |             |                    |  |              |
| 1997 | 120e            | 17e              |                 |                      | 36e                   |             |                    |  |              |
| 1998 | 72e             | 28e              |                 |                      | 16e                   |             |                    |  |              |
| 1999 |                 |                  | 42e             |                      | 25e                   | 25e         |                    |  |              |
| 2000 | 33e             |                  |                 |                      |                       |             |                    |  |              |
| 2001 | 87e             |                  |                 |                      |                       |             |                    |  |              |
| 2002 | 88e             |                  |                 |                      |                       |             | 58e                |  |              |

Wielerploegen van Abraham Olano
Akkermans ·
Alonso ·
da Silva ·
Durán (tot 30/04) ·
Gajnetdinov ·
Gianetti ·
González · 
Hermans ·
Hernández ·
Kelly ·
Manoejlov ·
Marques ·
J. T. Martínez ·
M. Martínez · 
Olano ·
Pagnin ·
Pérez ·
Piñero ·
Richard ·
Suykerbuyk · 
Torres · 
Tsjabalkin ·
Valbuena ·
Vassilitsjenko ·
Wegmüller ·
Yurrebaso (tot 30/04) ·
Zoebov
Coello ·
Echave ·
Escartín ·
Espinosa ·
Fernández Ginés ·
García ·
Gastón · 
González ·
Mauleón ·
Müller · 
Olano ·
Peña ·
Rodríguez ·
Rominger ·
Sierra ·
Unzaga ·
Uría · 
Usabiaga · 
Villanueva
Ballerini · Bortolami · Chiurato · Coello · Colonna · Della Santa · Emonds · Escartín · Echave · Fernández Ginés · García · Gastón · Gianetti · Giovannetti · González · Mauleón · Müller ·  Nardello · Nicoletti · Noè · Olano · Paletti · Peña · Rodríguez · Rominger · Tafi · Tebaldi · Teterioek · Unzaga · Beltrán (stagiair) 
Baffi · Ballerini · Bellini · Beltrán · Bomans · Bortolami · Calzolari · Chiurato · Colonna · Della Santa · Escartín · Echave · Fernández Ginés · González · Leysen · Mauleón · Museeuw · Nardello · Nicoletti · Noè · Olano  · Peeters · Peña · Rominger · Tafi · Unzaga · Vandenbroucke · Willems · Alberati (stagiair) · Bianchini (stagiair) · Di Grande (stagiair)
Alberati · Baffi · Ballerini · Bellini · Beltrán · Bomans · Borgheresi · Bortolami · Calzolari · Colonna · Della Santa · Di Grande · Echave · Fernández Ginés · González · Lanfranchi · Leysen · Mauleón · Museeuw  · Nardello · Nicoletti · Noè · Olano  · Peeters · Peña · Rominger · Steels · Tafi · Unzaga · Vandenbroucke · Willems · Capelle (stagiair) · Cioni (stagiair) · Induni (stagiair)
Alonso ·
Aparicio ·
Arrieta ·
Beltrán ·
Blanco ·
Casero ·
de Las Cuevas ·
Fernández Ginés ·
Garcia ·
González ·
Hunt ·
Indurain ·
J. M. Jiménez ·
Miranda ·
Olano ·
A. Osa ·
U. Osa ·
Peña ·
Rodrigues ·
Uriarte ·
E. Jiménez (stagiair) ·
Lastras (stagiair) ·
Mancebo (stagiair)
Alonso ·
Arrieta ·
Barbosa ·
Beltrán ·
de Las Cuevas ·
Fernández Ginés ·
Garcia ·
Garmendia ·
Hunt ·
E. Jiménez ·
J. M. Jiménez ·
Lastras ·
Latasa ·
Mancebo ·
Navas ·
Odriozola ·
Olano   ·
A. Osa ·
U. Osa ·
Peña ·
Rodrigues ·
Solaun ·
Ferrío (stagiair) 
Cañada ·
Cuesta ·
Díaz ·
Etxebarria ·
García ·
González ·
Jalabert · 
Lejarreta ·
Luttenberger ·
Martín ·
Morras ·
Nozal ·
Olano   ·
Pérez ·
Peron ·
Rebollo ·
Sastre ·
Serrano ·
Sierra ·
Zarrabeitia ·
Gutiérrez (stagiair) 
Cañada ·
Cuesta ·
Díaz ·
Etxebarria ·
Florencio ·
García ·
González ·
Gutiérrez ·
L. Jalabert · 
N. Jalabert ·
Lejarreta ·
Luttenberger ·
Nozal ·
Olano ·
Peña ·
Sastre ·
Serrano ·
Zarrabeitia ·
Rodríguez (stagiair) 
Andrle ·
Arroyo ·
Azevedo ·
G. Beloki ·
J. Beloki ·
Díaz ·
Florencio ·
García ·
González ·
Á. González de Galdeano ·
I. González de Galdeano ·
Gutiérrez ·
Hruška · 
Jaksche ·
Lejarreta ·
Nozal ·
Olano ·
Parra ·
Peña ·
Pradera ·
Rodríguez ·
Sastre ·
Serrano ·
Zarrabeitia
Andrle ·
Arroyo ·
Azevedo ·
G. Beloki ·
J. Beloki ·
Caruso ·
Castresana ·
Díaz ·
Florencio ·
Á. González de Galdeano ·
I. González de Galdeano ·
Gonzalez ·
Hruška · 
Jaksche ·
Nozal ·
Olano ·
Parra ·
Pradera ·
Rodríguez ·
Serrano ·
Zarrabeitia ·
Contador (stagiair)